# Langues au Zimbabwe
Les principales langues au Zimbabwe sont l'anglais, le shona et le ndébélé du Zimbabwe – longtemps les seules à bénéficier du statut de langue officielle. Cependant, la Constitution, approuvée par le référendum constitutionnel du 16 mars 2013 et promulguée le 23 mai 2013, reconnaît désormais seize langues officielles : l'anglais, le chewa, le chibarwe, le kalanga, le nambya, le ndau, le ndébélé (du Nord), le shangani, le shona, la langue des signes zimbabwéenne, le sotho, le tonga, le tshwa (désigné nationalement comme « khoï-san » bien que le nom khoïsan soit en fait un groupement géographique de langues très différentes et qui inclut la famille des langues khoï qui comprend la langue tshwa), le tswana, le venda et le xhosa.  
Environ 70 % de la population est shona, et parle donc le shona comme première langue. Près de 20 % des habitants sont ndébélés et parlent le ndébélé du Zimbabwe comme première langue.
Toutes les langues officielles peuvent être utilisées dans l'éducation, la politique, etc., mais l'anglais est traditionnellement utilisé pour les affaires officielles. Il sert de langue commune pour la plupart des Zimbabwéens. La scolarité se déroule presque entièrement en anglais.
La volonté d'éliminer l'anglais comme langue officielle a été un échec. L'anglais reste indispensable pour le commerce avec les pays voisins, anglophones et autres, ainsi que pour les échanges internationaux. Le président de l'époque Robert Mugabe intervient finalement pour que l'anglais reste l'une des langues officielles du Zimbabwe.  
L'afrikaans est une langue présente, surtout chez les blancs. Cette langue a été longtemps associée à l'apartheid en Afrique du Sud, et depuis, elle est largement supplantée par l'anglais. L'afrikaans est la première langue étrangère enseignée, devant l'allemand, le français, le chinois (mandarin) et le portugais.